# Vita pyramiden
Vita pyramiden, tros även ha kallats Amenemhet is well cared for, är en pyramid av okänd ursprungshöjd byggd av kalksten i Dahshur i Egypten cirka 40 kilometer söder om centrala Kairo. Det var farao Amenemhat II som under Egyptens tolfte dynasti omkring 1991-1783 f.Kr. lät bygga pyramiden i närheten av den mer berömda Röda pyramiden. 
Idag återstår enbart ruiner av pyramiden i form av högar av vit kalksten som har gett pyramiden dess namn Vita pyramiden.

## Bilder

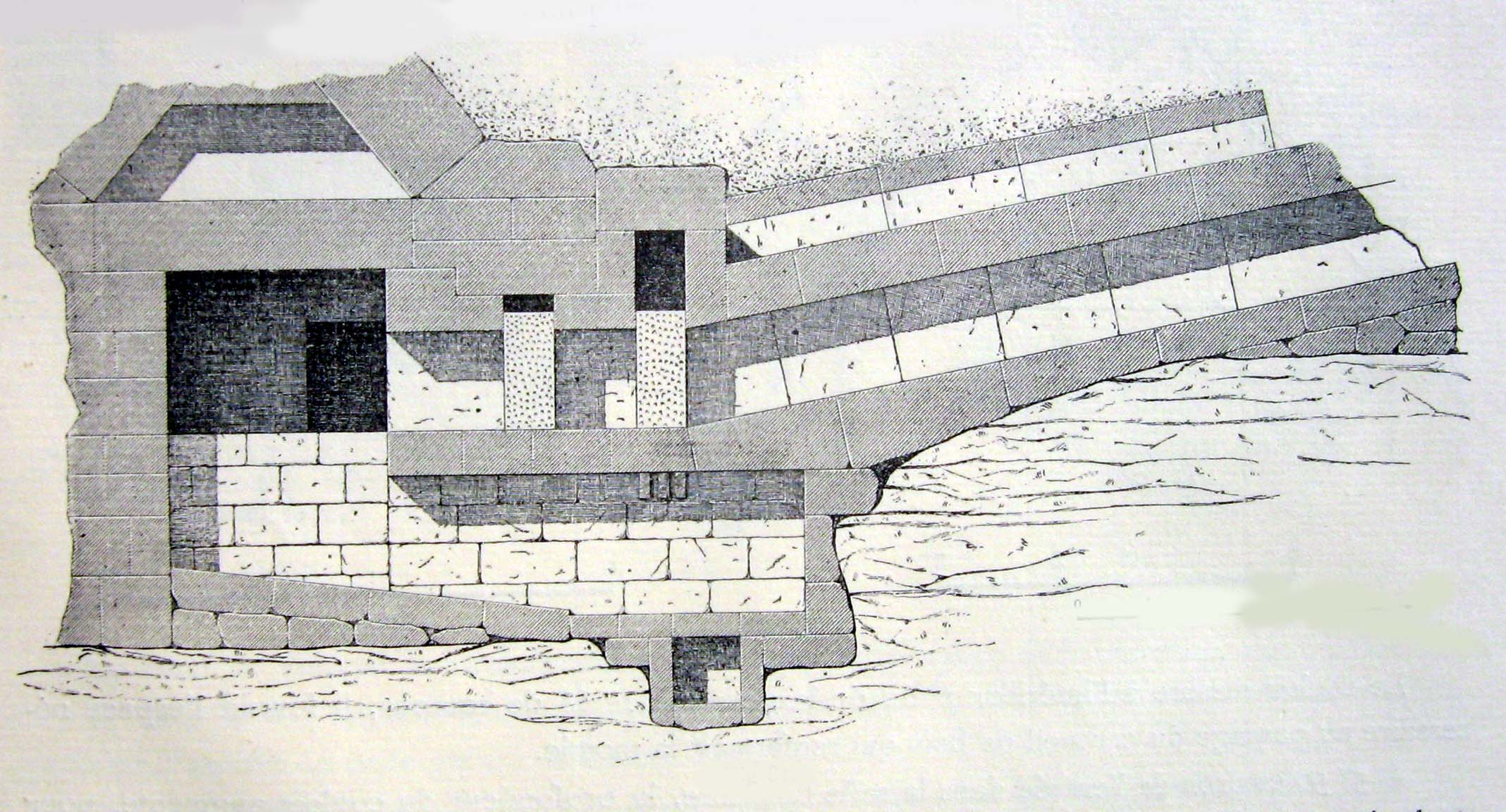
Planskiss
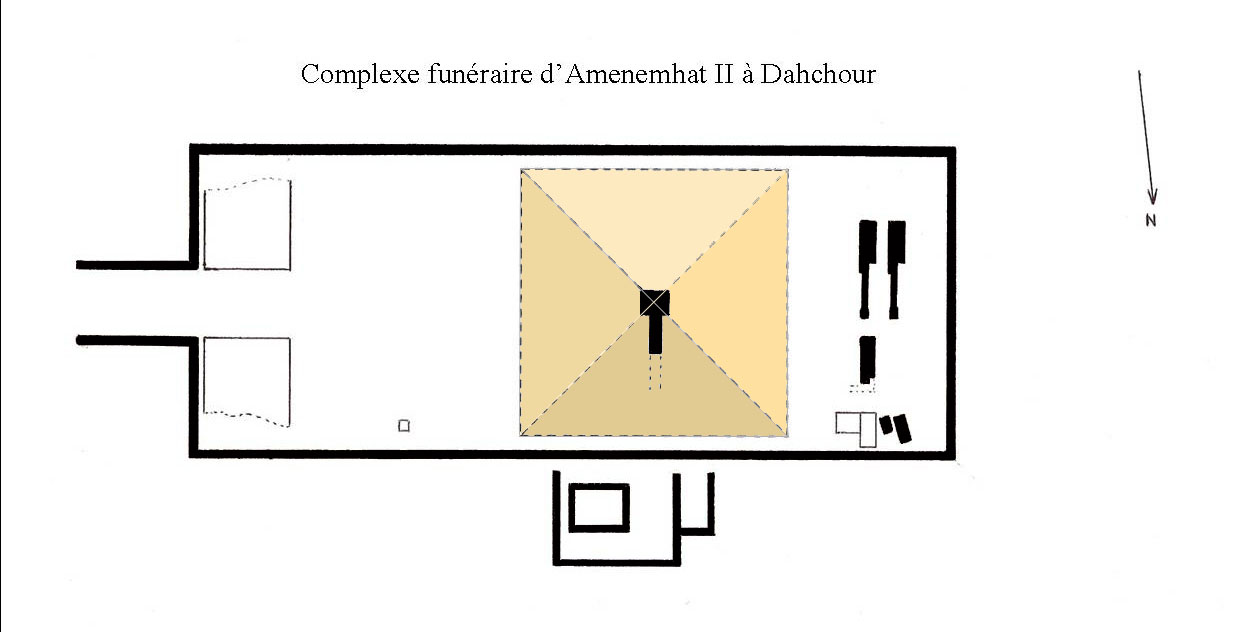
Planskiss

- Wikimedia Commons har media som rör Vita pyramiden.